# Casa de Tocco
La Casa de Tocco (en griego: Τόκκος, romanizado: Tókkos) fue una casa nobiliaria italiana de Benevento que alcanzó importancia a finales de los siglos xiv y xv, cuando gobernaron varios territorios en el oeste de Grecia como condes palatinos de Cefalonia y Zacinto y déspotas de Epiro. Durante su breve período de gobierno en Grecia fueron una de las dinastías latinas más ambiciosas y capaces de la región, y una de las pocas que dejaron descendientes que perduraron hasta los tiempos modernos.
Los primeros miembros conocidos de la familia se registran en el siglo XII en Benevento, aunque las genealogías de la familia Tocco afirmaron que se originaron mucho antes, con conexiones forjadas con los antiguos reyes godos Teodorico el Grande y Totila, así como con el antiguo Pirro de Epiro. Los Tocco ocuparon varios cargos destacados durante el gobierno de las dinastías Hohenstaufen y Anjou en el Reino de Sicilia. Como resultado de su lealtad a los príncipes angevinos en Grecia, como los emperadores latinos titulares Felipe II y Roberto I, Leonardo I Tocco fue recompensado hacia 1357 con la concesión del Condado palatino de Cefalonia y Zacinto, las islas de la costa occidental de Grecia.
El hijo y sucesor de Leonardo I, Carlo I Tocco, se convirtió en déspota de Epiro en 1411 como sucesor de su anterior gobernante, Esaú Buondelmonti. A través de una serie de campañas militares, reunificó Epiro, que se había fragmentado políticamente debido a la invasión del Imperio serbio y las tribus albanesas en el siglo anterior y las posteriores luchas internas de los príncipes albaneses locales. La mayoría de sus conquistas se perdieron durante el reinado de su sucesor, Carlo II Tocco, debido a las invasiones del Imperio otomano. Los Tocco perdieron el despotado y sus otras posesiones en Grecia en 1479, durante el mandado de Leonardo III Tocco, quien fue uno de los últimos señores latinos independientes en poseer territorios en la Grecia continental.
Leonardo III escapó al exilio en el Reino de Nápoles, donde intentó sin éxito obtener apoyo para una expedición militar para recuperar sus tierras en Grecia. Sus descendientes continuaron reclamando el título de déspota de Epiro hasta el siglo XVII, cuando fue abandonado y sustituido por el de príncipe de Acaya. Durante los siglos siguientes, los Tocco volvieron a formar parte de la nobleza italiana y obtuvieron varios títulos a través de matrimonios y adquisiciones. A partir del siglo XVII, el título más utilizado por las cabezas de familia era príncipe de Montemiletto y se extinguió con la muerte de su último miembro, Carlo III di Tocco Cantelmo Stuart, en 1884.

## Historia

### Orígenes
La Casa de Tocco se originó en Benevento, en el Reino de Sicilia. Algunas genealogías históricas del Renacimiento derivaron su apellido de los Tauci, una tribu goda referenciada en la época del rey ostrogodo Totila. Esta conexión se hizo observando la similitud de los nombres Tocci (la forma latina de Tocco), Tauci y Totila. Las primeras genealogías de la Edad Moderna llegaron hasta afirmar que descendían de uno de los predecesores de Totila, el más grande de los reyes ostrogodos, Teodorico el Grande. A principios de la Edad Moderna, las genealogías de los Tocco solían enfatizar su conexión con la realeza griega en lugar de los señores de la guerra germánicos. Las relaciones legítimas de la familia con las dinastías Paleólogo y Comneno del Imperio bizantino, formado mientras gobernaba en Epiro en el siglo XV, se hizo hincapié y algunas lazos antiguos, como la supuesta descendencia de Pirro, antiguo rey de Epiro, fueron inventadas.
Las conexiones con la antigua realeza griega probablemente se forjaron en el siglo XVII para promover los reclamos de autoridad por parte de la rama griega de la familia, mientras que las conexiones con los reyes germánicos podrían haberse forjado durante la historia temprana de la familia (cuando Italia estaba bajo el control de la dinastía alemana Hohenstaufen) o durante el servicio de muchos miembros de la familia a los emperadores Habsburgo en el siglo . Es posible que ambas conexiones simplemente se hayan hecho, como muchas conexiones genealógicas con la Antigüedad en el Renacimiento, para vincular a la familia noble con los héroes del mundo antiguo.
El primer miembro conocido de los Tocco era  Ugolino Tocco, quien se desempeñó como gran senescal de Enrique VI, emperador del Sacro Imperio Romano Germánico. Se suele considerar que fue el fundador de la familia. En lugar de descender de figuras heroicas de épocas pasadas, los Tocco probablemente alcanzaron prominencia al ser recompensados con tierras y nobleza debido a su servicio y lealtad en el siglo XI o xii. Su supuesto asiento ancestral, el Castellum di Tocco, en ruinas en la actualidad, estaba ubicado en las laderas del Monte Taburno en el macizo Taburno Camposauro en el sur de Italia. La familia creció en poder e influencia a lo largo de los siglos xii y xiii, y se registró que había controlado tierras en todo el valle que rodea a Benevento desde su sede en Castellum di Tocco. Los Tocco de esa época fueron enterrados en posiciones privilegiadas dentro de la iglesia de San Lupo cerca de Benevento, lo que sugiere una creciente posición social. Los Tocco notables registrados en el período del gobierno de Hohenstaufen sobre el sur de Italia incluyen a Guillelmo di Tocco, quien se desempeñó como iudex (juez) en la administración local de Hohenstaufen, y Landulfo di Tocco, a quien se le otorgó las ciudades de Limata y Cerreto en mayo de 1250 debido a la lealtad que demostró a los gobernantes de Hohenstaufen. La familia se fragmentó a principios del , dividida en ramas más pequeñas de parientes cercanos que no necesariamente compartían ningún recuerdo ancestral coherente. Algunas de estas ramas de los Tocco están registradas fuera de Benevento, y se desempeñaron como comerciantes o médicos en varios lugares del sur de Italia.

### Bajo los reyes angevinos
El dominio de la dinastía Hohenstaufen sobre el sur de Italia terminó con su derrota por los güelfos y la instalación de Carlos I de Anjou como rey de Sicilia en 1266. Como se habían integrado en la administración Hohenstaufen, Tocco sufrieron algunos reveses durante el período inicial del gobierno de los Anjou. Por ejemplo, en la década de 1280 se registra que el Castellum di Tocco fue sometido a la autoridad de Roberto de Lavena, un caballero francés del séquito de Carlos I. No todos los Tocco parecen haberse visto afectados por estos contratiempos, y la familia también produjo miembros prominentes durante este período. Johannes de Tocco, doctor en ciencias médicas, sirvió a Carlos I y a su heredero Carlos II como su médico personal. Un prior dominico llamado Guillelmus de Tocco está registrado como un confidente cercano de Carlos II (sirviendo como su confesor) y sirvió como inquisidor general de Sicilia.
Anteriormente solo asistían las élites angevinas y francesas, Carlos II abrió la corte en Nápoles a la nobleza local alrededor de 1300, lo que permitió a los nobles locales ocupar varios puestos en la corte y servir al rey y sus parientes cercanos a través del servicio militar. Junto a otros nobles, se registra que algunos Tocco entraron en la corte de Carlos II en ese momento. Al servir como milites (soldados caballeros), a los nobles se les permitió vivir en el prestigioso barrio napolitano de Porta Capuana. Los nobles que vivieron allí a principios del siglo XIV reclamaron su propio rango noble especial y su descendencia directa de los antiguos residentes romanos de la ciudad. Para los Tocco, vivir en este barrio de la ciudad les permitió, a pesar de haberse convertido en una familia noble hace relativamente poco tiempo, asumir el manto de la aristocracia "antigua", aumentando su prestigio.
Entre los Tocco que vivían en el barrio de Capuana estaba Guglielmo Tocco, a quien los historiadores modernos consideran el fundador de la rama de la familia que más tarde gobernaría territorios en Grecia. Guglielmo estaba bien conectado con la familia real napolitana, especialmente con Felipe de Anjou, el hijo menor de Carlos II. Felipe de Anjou fue el príncipe de Tarento desde 1294 hasta 1331 y también ocupó varios títulos en Grecia, gobernando como príncipe de Acaya en 1307-1313 y también siendo el emperador latino titular de Constantinopla de 1313 a 1331. Guglielmo sirvió como uno de los caballeros y consejeros de Felipe y fue galardonado con tierras en Italia por su lealtad en varias ocasiones. Aunque algunos genealogistas posteriores alegaron que Guglielmo se conectó con la dinastía real al casarse con una de las hijas ilegítimas de Felipe, no hay evidencia contemporánea que respalde esto. Afirmaciones similares de que su esposa provenía de la familia Orsini, tal vez que ella era hija de Juan II Orsini, déspota de Epiro en 1323-1335, tampoco son comprobables a partir de fuentes contemporáneas.
Los angevinos gobernaron varias posesiones en Grecia en ese momento, vestigios de la cuarta cruzada, de las cuales una de las más importantes fue la isla de Corfú. En 1327, Guglielmo Tocco sirvió en la isla como inquisidor, investigando un caso jurídico. En 1330-1331, fue gobernador, o capitán general, de Corfú, asignado para supervisar los gastos, los ingresos de producción y las costumbres de la isla.

### Los Tocco en Grecia

#### Gobernantes en las Islas Jónicas

Mapa del Condado Palatino de Cefalonia y Zacinto, gobernado por los Tocco entre 1357 y 1479.

Guglielmo tuvo varios hijos, pero el más destacado era Leonardo I Tocco. Aunque era uno de los hijos menores de Guglielmo, Leonardo se alzó más alto entre todos sus hermanos al final de su vida. Alrededor de 1357, se le concedió el título de conde palatino de Cefalonia y Zacinto, dos islas frente a la costa occidental de Grecia, por Roberto I de Tarento (hijo y heredero de Felipe de Anjou) o por la reina Juana I de Nápoles. Las fuentes sobre Leonardo I son escasas y no está claro cómo exactamente llegó a ganar su alto puesto en Grecia. Es posible que su hermano mayor, Pietro Tocco, lo pusiera en contacto con Roberto de Tarento, y se sabe que fue uno de sus confidentes más cercanos, siendo registrado como testigo del contrato matrimonial de Roberto y está registrado como habiendo trabajado intensamente para liberarlo cuando en un momento fue encarcelado en el Reino de Hungría. Un factor que pudo haber contribuido al ascenso de Leonardo I al poder fue su matrimonio con Maddalena Buondelmonti, la sobrina de Niccolò Acciaioli, gran senescal del Reino de Nápoles.
En 1362, Leonardo I se apoderó de la cercana isla de Léucade y la fortaleza de Vonitsa, ubicada en el continente. Asumió los títulos adicionales de «señor de Vonitsa» y dux Leucade («duque de Léucade»). La toma de Léucade y Vonitsa no fueron conquistas directas; los lugareños se habían vuelto insatisfechos con su familia gobernante, los venecianos Zorzi, y habían llamado a Leonardo I en su ayuda. Aunque los cronistas contemporáneos escribieron que Leonardo prometió respetar la religión ortodoxa local, también se registra que expulsó al arzobispo ortodoxo local de Vonitsa. Tras la muerte de Leonardo I en la década de 1370, su dominio fue heredado por su hijo pequeño, Carlo I Tocco, con la administración de su primer reinado a cargo de su madre Maddalena como regente. A finales de la década de 1380, según el historiador William Miller, Carlo I era el gobernante latino más poderoso que quedaba en el Mediterráneo oriental. Alrededor de 1390, Carlo alcanzó la madurez y terminó la regencia de su madre. Se casó con Francisca Acciaioli, hija de Nerio I Acciaioli, duque de Atenas. El asesor y líder militar de mayor confianza de Carlo I fue su hermano menor, Leonardo II Tocco, a quien como recompensa por sus servicios se le concedió la isla de Zacinto en 1399. La isla no fue entregada como posesión feudal habitual, ya que se especificó que independientemente de que Leonardo II tuviera hijos, la isla sería devuelta a Carlo I en el momento de su muerte.
En 1394, Carlo I entró en conflicto con Teodoro I Paleólogo, hijo del emperador Juan V Paleólogo y déspota de Morea. Nerio I de Atenas murió en septiembre de 1394 y designó a la esposa de Carlo I, Francesca, heredera de todas sus posesiones y guardiana de la ciudad de Corinto. El testamento ignoró casi por completo a la hermana mayor de Francesca, Bartolomea Acciaioli, esposa de Teodoro I Paleólogo. Como resultado, Teodoro atacó Corinto casi inmediatamente después de la muerte de Nerio, reclamando el derecho por primogenitura en lugar de seguir el testamento. Francesca tenía el poder en la ciudad, ya que había estado presente en el momento de la muerte de Nerio, y participó activamente en su defensa, dirigiendo ella misma las tropas locales. Aunque popular entre los soldados, el papel de Francesca fue marginado una vez que Carlo llegó a la ciudad a fines de 1394 o principios de 1395 y poco después se fue a Cefalonia. El conflicto se resolvió cuando Carlo acordó vender la ciudad y las otras posesiones de Francesca a Teodoro por seis mil ducados de oro y una renta anual de seiscientos ducados de oro.

Mapa de las conquistas de Carlo I Tocco.

A principios del siglo XV, Carlo I trabajó para expandir su dominio —principalmente con éxito— a las tierras de Epiro y expulsar a los albaneses locales, que habían gobernado varios principados allí desde el colapso del Imperio serbio, que había destruido el Despotado de Epiro en la década de 1340. El motivo de estas conquistas no está claro. Quizás Carlo trabajó para salvar a los lugareños de la percibida «tiranía albanesa» o quizás estaba tomando represalias; según los informes, el señor albanés Juan Espata había atacado el dominio de la isla Tocco durante la regencia de su madre. En 1411, el gobernante de la ciudad de Ioánina (y el tío de Carlo I), Esaú Buondelmonti, déspota de Epiro, murió. La ciudad estaba en manos de su esposa, Jevdokija Balšić, pero debido a su impopularidad fue destituida por los lugareños, quienes pidieron a Carlo I que se convirtiera en su gobernante. Solo dos meses después de la muerte de Esaú, Carlo I hizo una entrada triunfal en Ioánina. Casi de inmediato asumió el título de déspota, aunque los lugareños insistieron en que Carlo buscara el reconocimiento de ese título del emperador bizantino. Después de haber recibido al hermano de Carlo I, Leonardo II como emisario, el emperador Manuel II Paleólogo reconoció formalmente a Carlo I como déspota en 1415. Miller se refirió a la dinastía Tocco bajo Carlo I y Leonardo II como «entre las dinastías latinas más ambiciosas y capaces del Levante».
En las islas Jónicas, los Tocco aseguraron su poder mediante concesiones de nobleza y tenencias de tierras feudales a familias tanto italianas como griegas locales. La mayoría de las posiciones en la estructura de poder de Tocco estaban ocupadas por figuras leales de origen napolitano o del sur de Italia, lo que estableció cierto nivel de desconexión entre la población de habla griega y sus gobernantes latinos. Sin embargo, hubo cierta participación de los griegos en la corte de Tocco, aunque en su mayoría ocuparon los niveles inferiores de la jerarquía administrativa.

#### Déspotas de Epiro

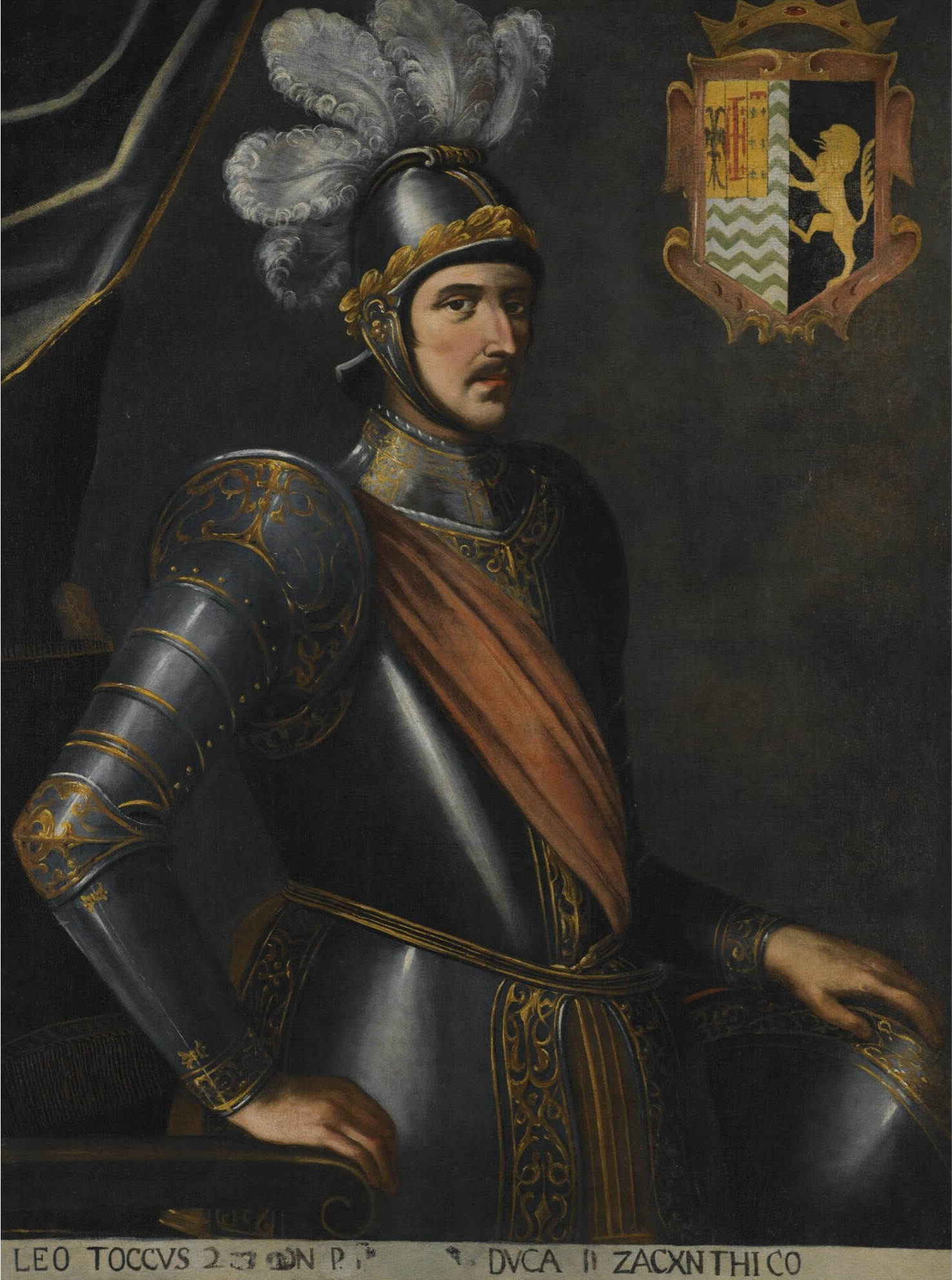
Retrato de «Leo Toccus, duque de Zacinto»,. La pintura representa ya sea a Leonardo II Tocco, conde palatino de Zacinto, o Leonardo III Tocco, déspota de Epiro y conde palatino de Cefalonia y Zacinto.

Carlo I consideraba que su título de déspota le otorgaba un derecho sobre las tierras anteriormente gobernadas por las dinastías Comneno Ducas y Orsini del Despotado de Epiro. Por lo tanto, se movió para apoderarse de Arta, la antigua capital del despotado. Después de quitárselo a los albaneses locales, Carlo I entró ceremonialmente en la ciudad en octubre de 1416. Según sus propios cronistas, los lugareños percibieron la conquista de Arta por parte de Carlo I como una gran victoria. Carlo I había unido con éxito a los griegos de Epiro bajo un solo reino una vez más, algo que sus cronistas escribieron «no se pudo haber hecho en los últimos doscientos años».
Hacia fines de 1426, comenzó de nuevo el conflicto entre Carlo I y el Despotado de Morea, cuando Carlo I atacó a un contingente de soldados albaneses en el Peloponeso que luchaban por el déspota Teodoro II Paleólogo. Carlo I también ocupó territorios en las partes noroeste del dominio de Teodoro II. En 1427, el emperador Juan VIII Paleólogo se dispuso personalmente a tratar con Carlos I, trayendo consigo a su hermano menor Constantino. El 26 de diciembre de 1427, los dos hermanos llegaron a Mistrá, la capital de Morea, y se dirigieron a la ciudad de Glarentza, que fue capturada por las fuerzas de Tocco. En la batalla de las Equínadas, una escaramuza naval frente a la costa de Glarentza, Carlo I fue derrotado y acordó renunciar a sus conquistas en Morea. Para sellar la paz, Tocco ofreció a su sobrina, Maddalena Tocco (cuyo nombre luego se cambió al griego Teodora), en matrimonio con Constantino, siendo su dote Glarentza y los otros territorios moreotas en poder de Carlo I. Glarentza fue entregada a los bizantinos el 1 de mayo de 1428 y el 1 de julio, Constantino se casó con Teodora. Como tal, la derrota de Carlo I no fue tan catastrófica como podría haber sido; aunque fue derrotado militarmente, también ganó una estrecha conexión con la familia imperial bizantina.
Carlo I probablemente murió en junio de 1429, y sus dominios se hundieron en el caos. Menos de un año después de su muerte, la importante ciudad de Ioánina ya había sido capturada por el Imperio otomano, y su heredero legítimo, su sobrino Carlo II Tocco, estaba comprometido con los hijos ilegítimos de Carlo I en una guerra de herencia. Aunque logró retener el poder contra sus primos, en el momento de su muerte, alrededor de 1448, Carlo II había perdido casi todas sus posesiones en el continente ante el Imperio otomano. Aunque Carlo II fue, según el historiador Nada Zečević, a menudo culpado en la erudición anterior por la pérdida de estos territorios, siendo percibida como un «gobernante débil», la caída de los territorios de Tocco fue el resultado de un proceso mucho más amplio, el avance otomano a través de los Balcanes en el siglo XV. Incluso los vecinos más fuertes de Carlo II, en particular el Imperio bizantino, fueron impotentes para detener el ascenso de los otomanos. Carlo II fue sucedido por su hijo, Leonardo III Tocco, quien heredó al despotado como menor de edad. En marzo de 1449, los otomanos capturaron Arta. Aunque varias fuentes contemporáneas describen a Leonardo III como un gobernante excepcional y su dominio como próspero y estable, su mandato como déspota de Epiro y conde palatino de Cefalonia y Zacinto terminó en una catástrofe, con los otomanos apoderándose de sus posesiones finales en Grecia en 1479 y su familia se ve obligada a exiliarse, regresando a Nápoles, donde todavía tenían parientes vivos, descendientes de otros hijos de Guglielmo Tocco.
La conquista otomana fue un destino del que ninguno de los gobernantes menores contemporáneos de los Balcanes pudo escapar. La campaña otomana contra Leonardo III había completado la conquista turca de la Grecia continental; Leonardo había sido uno de los últimos gobernantes latinos independientes de la región. No existe una evaluación histórica universalmente aceptada del gobierno y las ambiciones de la familia Tocco en Grecia. Según Zečević, las dos escuelas de pensamiento más grandes ven a los Tocco como nobles menores que simplemente obtuvieron los puestos administrativos legítimos al servicio de los reyes angevinos en Grecia, o como aventureros en busca de poder y fortuna en las ruinas del otrora poderoso Imperio bizantino.

### Exiliados en Italia

Escudo de armas de la Casa de Tocco como condes palatinos de Cefalonia y Zacinto: Se observa el escudo de armas la Casa de Tocco original con la de Casa de Anjou-Tarento en el cantón

Leonardo III pasó el resto de su vida en Nápoles tratando de encontrar formas de retomar sus territorios en Grecia. No se tomó bien sus primeros años en el exilio, percibiendo su exilio como injusto y lamentando su decadencia. En 1480, mientras intentaba asegurarse el apoyo de poderosos señores feudales en el sur de Italia para ayudarlo a recuperar sus dominios griegos, Leonardo III dijo, según se informa, en lo que respecta a su familia, que «es posible que hayamos perdido nuestros anillos, pero todavía no perdimos los dedos», escribe una frase de Zečević,«mucho tiempo después se citará como la ilustración clave del pragmatismo de la familia».
Algunos miembros de la familia se adaptaron bastante bien a la vida en Italia. El hermano de Leonardo III, Giovanni Tocco, se convirtió en protonotario apostólico en Roma y el hijo mayor y heredero de Leonardo III, Carlo III Tocco, sirvió a la familia Sforza de Milán, y más tarde al emperador Maximiliano I de Habsburgo, como comandante militar. El segundo hijo de Leonardo III, Fernando Tocco, fue diplomático en la corte de Enrique VII de Inglaterra. El hermano menor de Leonardo III, Antonio, logró brevemente retomar Cefalonia en 1481. Sin embargo, no era del agrado de la República de Venecia, ni de la población local, y fue asesinado en 1483, ya sea por los venecianos o por los lugareños.
El descontento que sintieron los Tocco con su exilio se alivió a medida que nacieron y se educaron nuevas generaciones de la familia en Italia, más adoptadas y familiarizadas con la vida allí. Los Tocco del siglo XVI se orientaron hacia el comercio, el servicio mercenario y la diplomacia, y a menudo se encontraban trabajando lejos de Nápoles. Los exiliados Tocco, aunque cada vez más familiarizado con la vida en Italia, también comenzaron a enfatizar su identidad griega, destacando sus conexiones familiares y titulares con los emperadores bizantinos. Según Zečević, esto probablemente no fue un signo de «autoconciencia griega tardía», sino más bien una decisión útil tomada para «mejorar sus nuevas realidades como dignatarios con un linaje imperial».

### Nobleza italiana

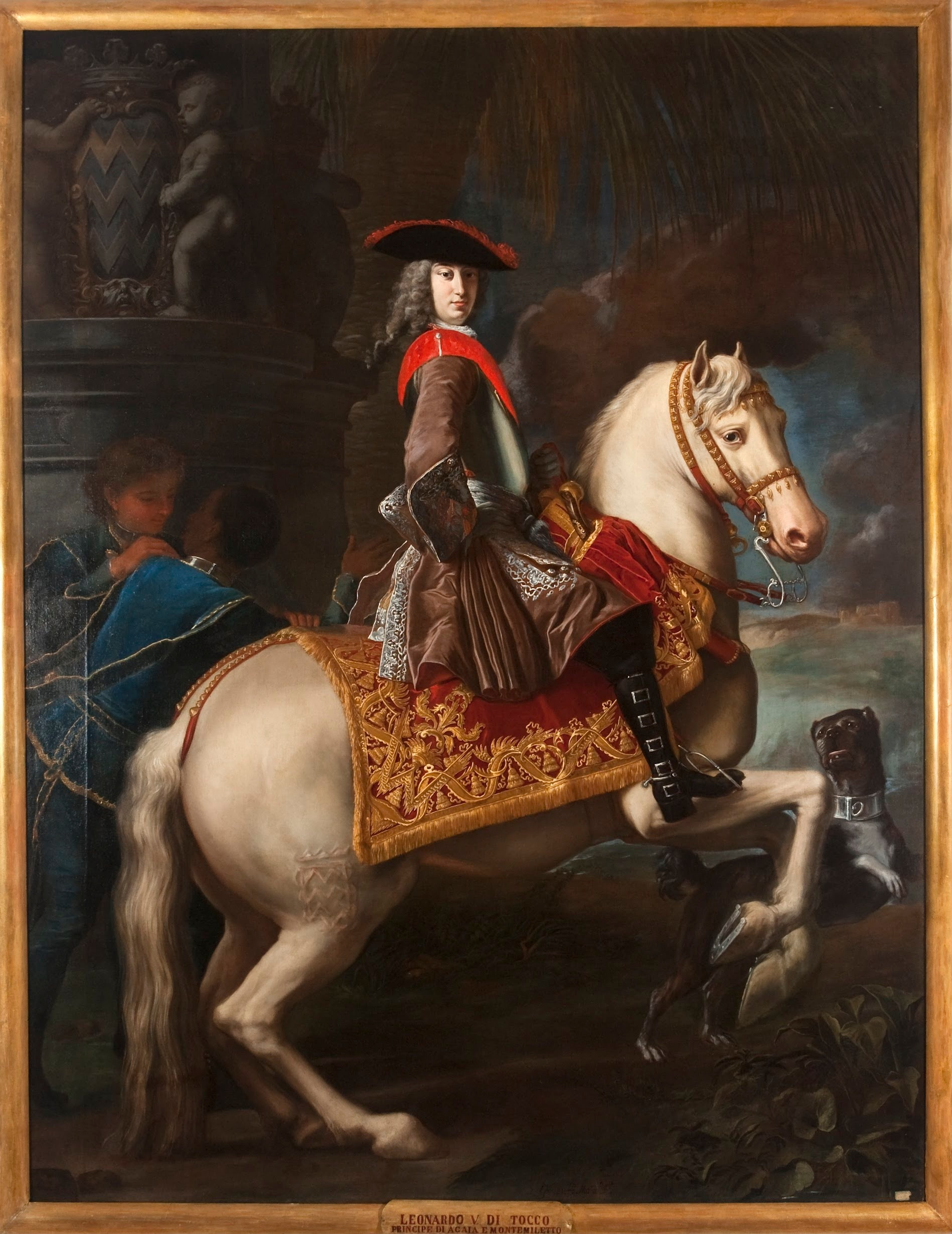
Pintura de Leonardo VII Tocco (1698-1776), príncipe de Montemiletto y Acaya, conde de Monteaperti y señor de Refrancore, a caballo (la etiqueta lo numera erróneamente como Leonardo V).

Los Tocco estaban casi solos entre las familias de los gobernantes latinos de Grecia que dejaron descendientes que perduraron hasta los tiempos modernos. Carlo III Tocco y sus descendientes afirmaron ser «príncipes de sangre», ya que representaban a los herederos de las dinastías imperiales serbia y bizantina. La esposa de Leonardo III, y la madre de Carlo III, era Milica Branković, hija del gobernante serbio Lazar Branković y Helena Paleólogo, hija de Tomás Paleólogo, déspota de Morea. Tras la extinción de los últimos ciertos descendientes de la línea masculina de Tomás Paleólogo en el siglo XVI, los Tocco representaron la línea más antigua de sus herederos. Continuaron reclamando el título de déspota de Epiro hasta 1642, cuando Antonio Tocco lo abandonó y lo reemplazó con el título de príncipe de Acaya, que sus descendientes continuaron usando. La reivindicación del último título probablemente se deriva de Tomás Paleólogo. Tomás se había casado con la heredera de Centurión II Zaccaria, el último príncipe de Acaya, y había heredado los territorios del principado tras la muerte de Centurión en 1432.
Durante los siglos que siguieron a su regreso a Italia, la nobleza de los Tocco se reforzó, principalmente a través de una serie de donaciones reales. Carlo III Tocco se casó con Andrónica Arianiti Comneno, una hija de Constantino Comneno Arianiti, otro reclamante de varias tierras en Grecia. Fue con su hijo, Leonardo IV Tocco, que los Tocco volvieron a convertirse en nobles terratenientes cuando Constantino le concedió la fortaleza Refrancore en Piamonte, gobernándola con el título de señor (signore). El nieto de Leonardo IV, Leonardo V Tocco, agregó a las tierras de la familia al comprar la Baronía de Apice en 1639. El hijo de Leonardo V, Antonio, que abandonó el título de déspota, también aumentó significativamente el número de territorios en manos de la familia. En 1665 compró la Baronía de Calabritto y en 1674, Antonio heredó de su suegro los títulos de príncipe de Montemiletto, conde de Monteaperti y barón de Grumo, Montefalcione, Serra y Manocalzati. Desde la época de Antonio en adelante, los Tocco se identificaron principalmente a través de su propiedad de Montemiletto.
El nieto de Antonio, Carlo Antonio Tocco, compró las baronías de Nocelle y Fontanarosa, pero vendió la Baronía de Calabritto. El hijo de Carlo Antonio, Leonardo VII Tocco, fue nombrado duque de Apice en 1720 y serviría a los Estados Pontificios y al Sacro Imperio Romano Germánico en altos cargos. En 1724 está atestiguado como capitán de la caballería de la guardia pontificia en Roma y en 1725, está registrado como consejero del Estado Imperial bajo el emperador Carlos VI. Entre varios otros honores obtenidos durante su vida, Leonardo VII fue nombrado caballero de la Orden de San Jenaro en 1738. Leonardo se casó con Camilla Cantelmo Stuart, de la prominente familia italiana Cantelmo Stuart, que afirmó ser descendiente y parentesco con la casa real escocesa e inglesa de los Estuardo. Leonardo a partir de entonces asumió el apellido completo «Tocco Cantelmo Stuart» también utilizado por sus descendientes, ejemplificado a través del nombre de su hijo y heredero de Leonardo VII, Restaino di Tocco Cantelmo Stuart, quien heredó los títulos de la familia de Camilla, obteniendo el título de duque de Popoli. El hijo y heredero de Restaino, Carlo II di Tocco Cantelmo Stuart, ganó el título de barón de Roccavallescura y de Pratola.
La familia Tocco se extinguió con la muerte del nieto de Carlo II, Carlo III di Tocco Cantelmo Stuart, el 24 de marzo de 1884. Este Carlo di Tocco Cantelmo Stuart, y su padre Francesco antes que él, habían sido el líder de una facción de legitimistas borbones que deseaban restaurar el Reino de las Dos Sicilias después de la formación del Reino de Italia en 1861. Sus títulos fueron heredados por Carlo Capece Galeota, un descendiente de Carlo II di Tocco Cantelmo Stuart. Capece Galeota murió en 1908 y su heredera y última descendiente viva, su hija María Maddalena, murió en 1933. Aunque la familia Tocco sobrevivió el tiempo suficiente para que las tierras que reclamaban en Grecia fueran liberadas del control otomano en el siglo XIX y se incorporaran al Reino de Grecia, nunca se sugirió que los Tocco reanudaran sus posiciones de gobierno en sus antiguas tierras.

## Jefes de la familia Tocco (1357-1884)
Las figuras significativas de la sucesión que no fueron jefes de familia, como Leonardo II Tocco, se indican con color de fondo beige.
| Imagen | Nombre                             | Vida                                                                     | Títulos | Relaciones                                 | Ref.                 |
| ------ | ---------------------------------- | ------------------------------------------------------------------------ | --- | ------------------------------------------ | -------------------- |
|        | Leonardo I Tocco                   | Desconocido-entre el 20 de marzo de 1375 y el 25 de agosto de 1377       | Conde palatino de Cefalonia y Zacinto, duque de Léucade, señor de Vonitsa | Hijo de Guglielmo Tocco                    | [ 5 ] [ 15 ] [ 66 ]  |
|        | Carlo I Tocco                      | Entre el 28 de mayo de 1374 y el 25 de agosto de 1377-4 de julio de 1429 | Déspota de Epiro, conde palatino de Cefalonia y Zacinto, duque de Léucade | Hijo de Leonardo I Tocco                   | [ 67 ]               |
|        | Leonardo II Tocco                  | Entre el 28 de mayo de 1374 y el 25 de agosto de 1377-1418               | Conde palatino de Zacinto | Hijo de Leonardo I Tocco                   | [ 68 ]               |
|        | Carlo II Tocco                     | Desconocido-30 de septiembre de 1448                                     | Déspota de Epiro, conde palatino de Cefalonia y Zacinto, duque de Léucade | Hijo de Leonardo II Tocco                  | [ 49 ] [ 69 ]        |
|        | Leonardo III Tocco                 | Después de 1436-c. 1503                                                  | Déspota de Epiro, conde palatino de Cefalonia y Zacinto, duque de Léucade, señor de Angelokastro, Vonitsa y Varnazza | Hijo de Carlo II Tocco                     | [ 49 ] [ 70 ] [ 71 ] |
|        | Carlo III Tocco                    | 1464-1518                                                                | Déspota titular de Epiro y conde palatino de Cefalonia y Zacinto | Hijo de Leonardo III Tocco                 | [ 49 ] [ 56 ]        |
|        | Leonardo IV Tocco                  | c. 1510-1564                                                             | Déspota titular de Epiro y conde palatino de Cefalonia y Zacinto, señor de Refrancore | Hijo de Carlo III Tocco                    | [ 49 ] [ 57 ]        |
|        | Francesco Tocco                    | Desconocido-16 de agosto de 1596                                         | Déspota titular de Epiro y conde palatino de Cefalonia y Zacinto, señor de Refrancore | Hijo de Leonardo IV Tocco                  | [ 49 ] [ 72 ]        |
|        | Leonardo V Tocco                   | 1591-24 de enero de 1641                                                 | Déspota titular de Epiro y conde palatino de Cefalonia y Zacinto, barón de Apice y Tinchiano | Hijo de Francesco Tocco                    | [ 49 ] [ 73 ]        |
|        | Antonio Tocco                      | 16 de agosto de 1618 – 5 de marzo de 1678                                | Déspota titular de Epiro y conde palatino de Cefalonia y Zacinto (hasta 1642), príncipe de Montemiletto, príncipe titular de Acaya (desde 1642), conde de Monteaperti, barón de Apice, Tinchiano, Grumo, Montefalcione, Serra, Manocalzati y Calabritto  | Hijo de Leonardo V Tocco                   | [ 49 ] [ 54 ]        |
|        | Leonardo VI Tocco                  | Desconocido-26 de septiembre de 1670                                     | – | Hijo de Antonio Tocco                      | [ 74 ]               |
|        | Carlo Antonio Tocco                | 15 de marzo de 1668-31 de enero de 1701                                  | Príncipe de Montemiletto, príncipe titular de Acaya, conde de Monteaperti, barón de Grumo, Montefalcione, Serra, Manocalzati, Nocelle, Fontanarosa y Calabritto, señor de Refrancore                                                                     | Hijo de Leonardo VI Tocco                  | [ 75 ]               |
|        | Leonardo VII Tocco                 | 1 de enero de 1698-31 de marzo de 1776                                   | Príncipe de Montemiletto, príncipe titular de Acaya, duque de Apice, conde de Monteaperti, barón de Grumo, Nocelle, Fontanarosa, Manocalzati y Serra, señor de Refrancore                                                                                | Hijo de Carlo Antonio Tocco                | [ 76 ]               |
|        | Restaino di Tocco Cantelmo Stuart  | 6 de agosto de 1730-21 de febrero de 1796                                | Príncipe de Montemiletto, príncipe titular de Acaya, duque de Apice (con Tinchiano, Tipogaldo y Tigliola), duque de Popoli, conde de Monteaperti, barón de Montefalcione, Serra, Manocalzati, Fantanarosa y Grumo, señor de Refrancore, grande de España | Hijo de Leonardo VII Tocco                 | [ 77 ]               |
|        | Carlo II di Tocco Cantelmo Stuart  | 7 de marzo de 1756-19 de julio de 1823                                   | Príncipe de Montemiletto, príncipe titular de Acaya, duque de Apice, duque de Popoli, conde de Monteaperti, barón de Fontanarosa, Montefalcione, Grumo, Roccavallescura, Serra y Pratola, grande de España                                               | Hijo de Restaino di Tocco Cantelmo Stuart  | [ 78 ]               |
|        | Francesco di Tocco Cantelmo Stuart | 18 de noviembre de 1790-16 de abril de 1877                              | Príncipe de Montemiletto, príncipe titular de Acaya, duque de Apice, duque de Popoli, conde de Monteaperti, grande de España | Hijo de Carlo II di Tocco Cantelmo Stuart  | [ 79 ]               |
|        | Carlo III di Tocco Cantelmo Stuart | 4 de abril de 1827-24 de marzo de 1884                                   | Príncipe de Montemiletto, príncipe titular de Acaya, duque de Apice, duque de Popoli, conde de Monteaperti, grande de España | Hijo de Francesco di Tocco Cantelmo Stuart | [ 64 ]               |